# 出入相补
出入相补（又称以盈补虚）积是古中国数学中一条用于推证几何图形的面积或体积的基本原理。其内容有四；
1. 一个几何图形，可以切割成任意多块任何形状的小图形，总面积或体积维持不变=所有小图形面积或体积之和。
2. 一个几何图形，可以任意旋转，倒置、移动、复制，面积或体积不变。
3. 多个几何图形，可以任意拼合，总面积或总体积不变。
4. 几何图形与其复制图形拼合，总面积或总体加倍。

出入相补原理最早由三国时代魏国数学家刘徽创建。“勾股各自乘，并，而开方之，即弦。勾自乘为朱方，股自乘为青方，另出入相补，各从其类，因就其余不移动也，合成弦方之幂，开方除之，即弦也。”

## 等腰三角形面积

等腰三角形面积

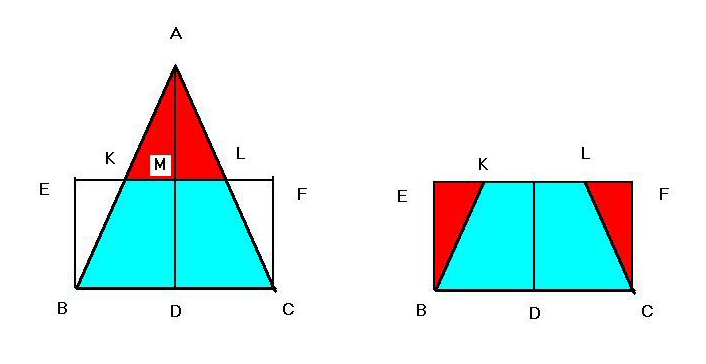
等腰三角形面积第二种算法

《九章算术·方田》第25问：“今有圭田，广十二步，正纵二十一步。问为田几何？
答曰：一百二十六步。”
《九章算术·方田》第26问：“又有圭田，广五步二分步之一，纵八步三分步之二。问：为田几何？”
答曰：二十三步六分步之五。
术曰：半广以乘正纵。
圭田指等腰三角形田。《九章算术》给出求圭田面积的公式：
圭田面积=半广以乘正纵。半广=等腰三角形底长之半，正纵指等腰三角形的高。
等腰三角形面积=   {\displaystyle {1 \over 2}} x 等腰三角形底长x等腰三角形的高。
刘徽从出入相补予以证明：
刘徽注曰：半广者以盈补虚为直田也。亦可半正纵以乘广。按半广乘纵，以取中平之数。故广纵相乘为积步。
如图ABC 为等腰三角形田，BC 为等腰三角形底宽(广)，DC 为 半广 = {\displaystyle {\frac {DC}{2}}}，AD 为等腰三角形的高(正纵)。
以盈补虚为直田：将三角形ABC按中线等分为两个相等的三角形ABD,ADC。将实三角形ABD 经平移和1800 转动，填补虚三角形ADC，成为一个长方形AECD。三角形ABC的面积=长方形AECD的面积=DC（半广） x AD（正纵）。
圭田面积=半广以乘正纵=DC x AD。
第二法：从三角形ABC底线作长方形BCFE，其高度BE= 三角形高度AD/2。从三角形顶点A作垂直平分线AD，与长方形顶线EF相交于M点。将盈三角形AML移动,补上虚三角形CFL，将盈三角形AMK移动，补上虚三角形BEK，即得实长方形EFCB。所以三角形ABC的面积=长方形EFCB面积=半正纵以乘广。

## 任意三角形面积

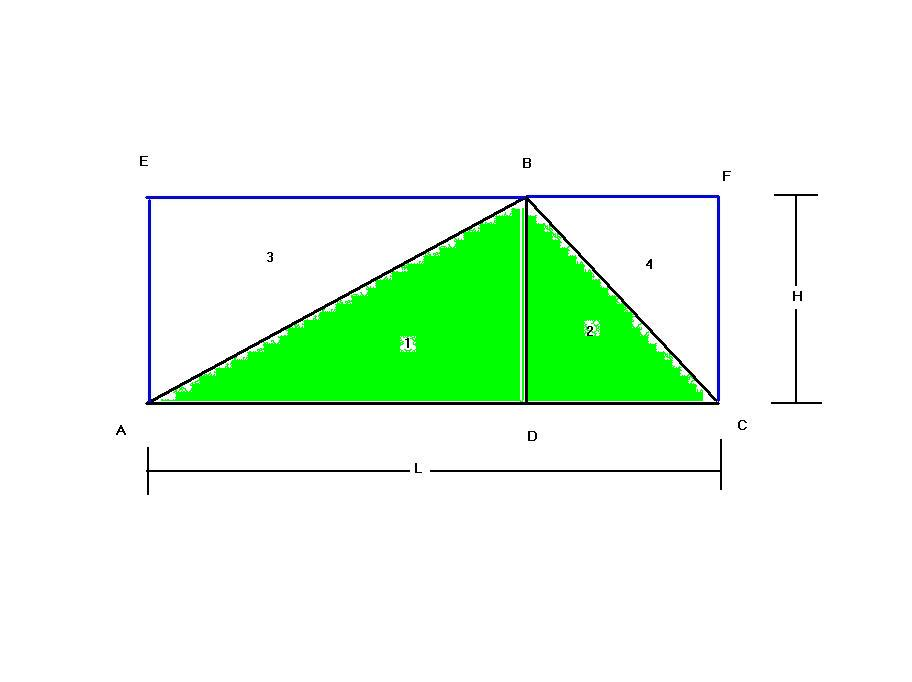
出入相补

如图三角形ABC底长为L，高为H,求三角形面积。
从B点画垂直线BD，将三角形ABC切割成两个直角三角形ABD、BCD
复制三角形ABD为ABE，倒置其上：
复制三角形BCD为BCF，倒置其上：
长方形ACFE面积=三角形1，2，3，4之和，
但三角形3面积=三角形1面积，三角形4面积=三角形2面积，
所有长方形ACFE面积=HxL=2X(三角形1+三角形2)=2X三角形ABC，
所有三角形ABC面积= HxL/2。

## 直角梯形面积

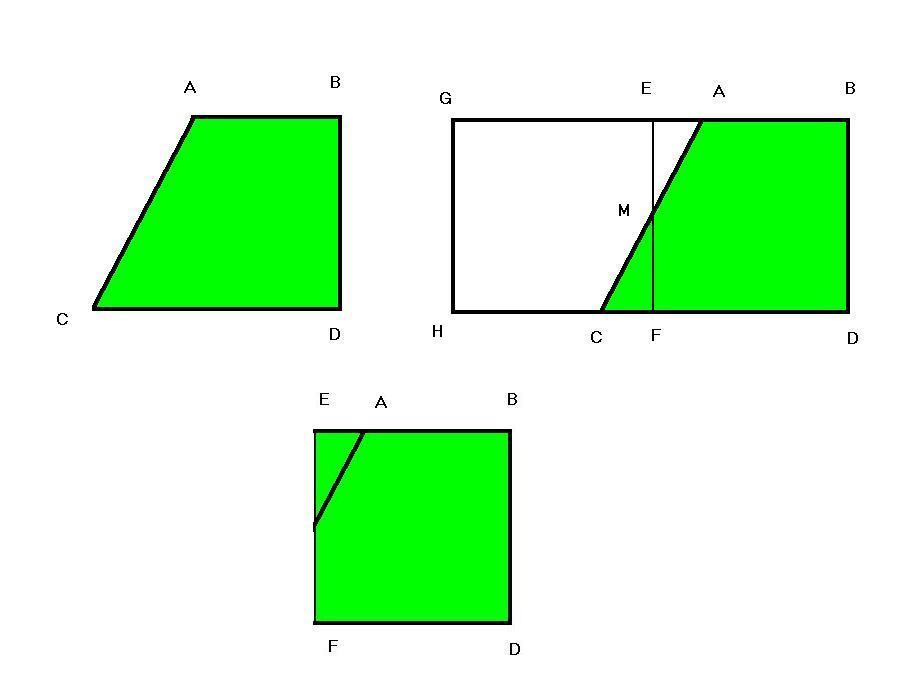
今有邪田……术曰：并两邪而半之，以乘正纵若广

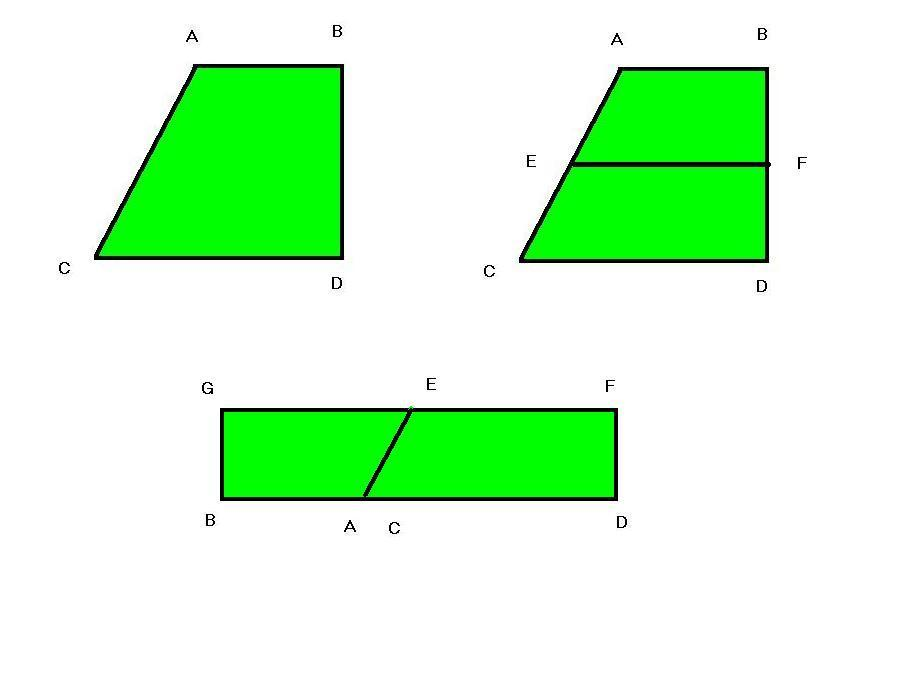
又可半正纵若广

《九章算术·方田》第27问
今有邪田一头广三十步，一头广四十二步，正纵六十步。问，为田几何？
答曰：九亩一百四十四步
《九章算术·方田》第28问：
又有邪田，正广六十五步，一畔纵一百步，一畔纵七十二步。问，为田几何？
答曰：二十三亩七十步。
术曰：并两邪而半之，以乘正纵若广。又可半正纵若广，以并，亩法而一。
邪田即斜田，即一边直角一边斜的梯田。如图邪田ABCD。求面积时将两个邪田合併，成为一个长方形GBHD，从长方形正中作垂直线平分EF，将长方形等分为二。将盈三角形MCF移补虚三角形MAE，得实长方形EBFD。
由于以盈补虚，邪田ABCD面积=长方形EBFD面积=邪田正纵x(邪田上边长度+邪田下边长度)/2。
第二种方法：“又可半正纵若广，以并”：在邪田正纵中点作平行线EF；将上半部ABEF与下半步EFCD合併，成为长方形。
邪田ABCD面积=长方形GFDB面积=(AB+CD)*FD=(AB+CD)*BD/2。

## 梯形面积

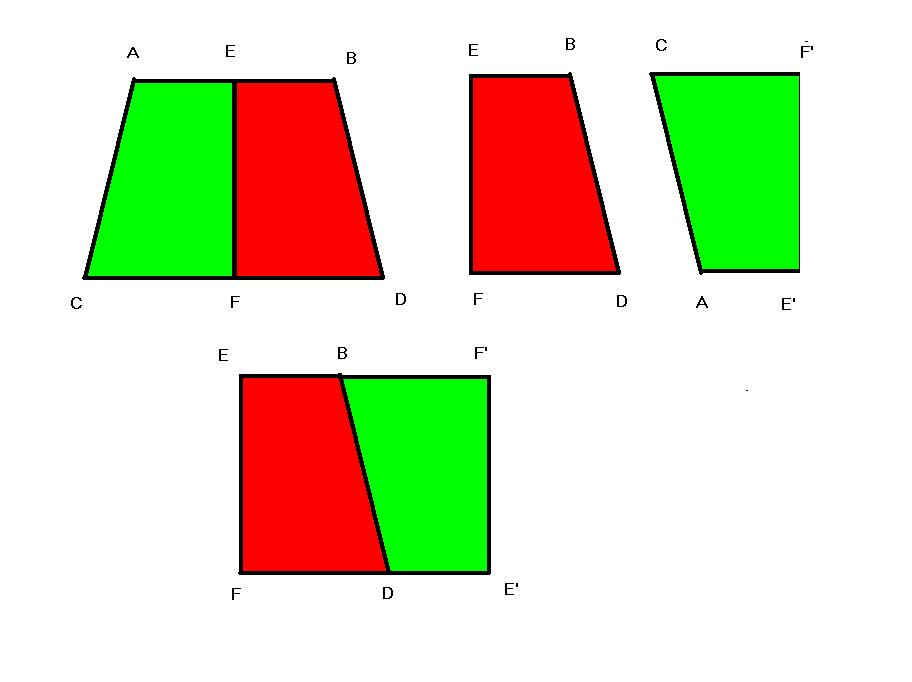
中分箕田则为两邪田

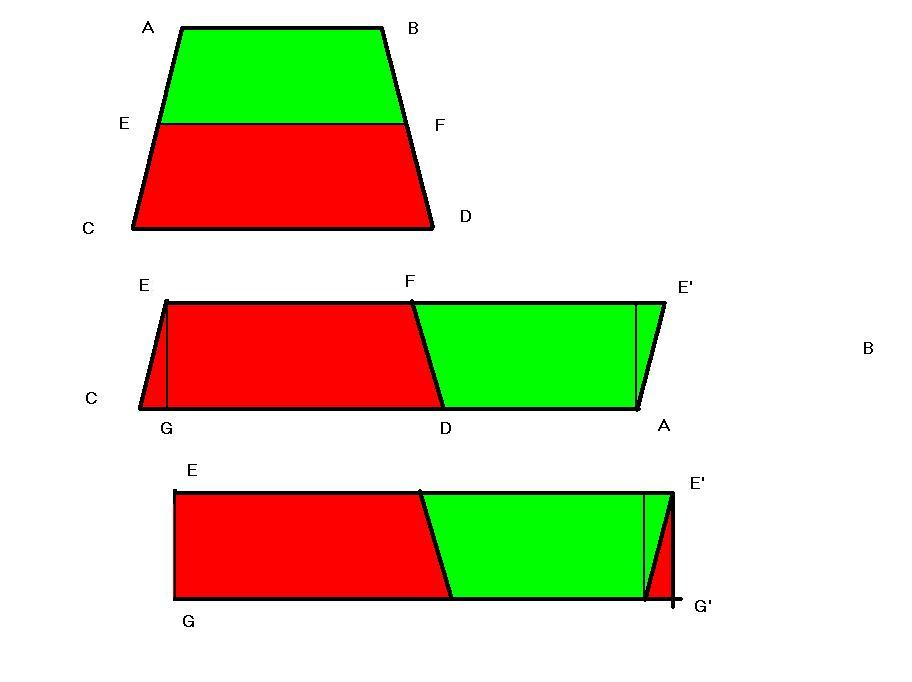
又可并踵舌，半正踵以乘之

《九章算术方田》第29问：
今有箕田，舌广二十步，踵广五十步，正纵一百三十五步。问：为田几何？
答曰：四十六亩二百三十二步半。
术曰：并踵舌而半之，以乘正纵。亩法而一。
刘徽注曰：中分箕田则为两邪田，故其术相似。又可并踵舌，半正踵以乘之。
箕田即正梯形田。
第一法：
将梯田ABCD就正中线截为两个邪田EBDF和AECF，将AECFD倒转移动到右边，与EBDF合并成为长方形EF'E'F。梯田ABCD面积=长方形EF'E'F面积=((梯田上边长度+梯田下边长度)/2) X 梯田高度。
第二法：将梯田ABCD就半高处作水平线EF，将ABCD截为两个梯形ABFE，EFDC。将上截ABFED倒转，和EFDC合并为四边形EE'AC，再从左边截出三角形ECG，移动到右边，并成长方形EE'G'G。
梯田ABCD面积=长方形EE'G'G面积=(梯形上边长度+梯形下边长度) * 梯形高度之半。

## 内接正十二边形面积

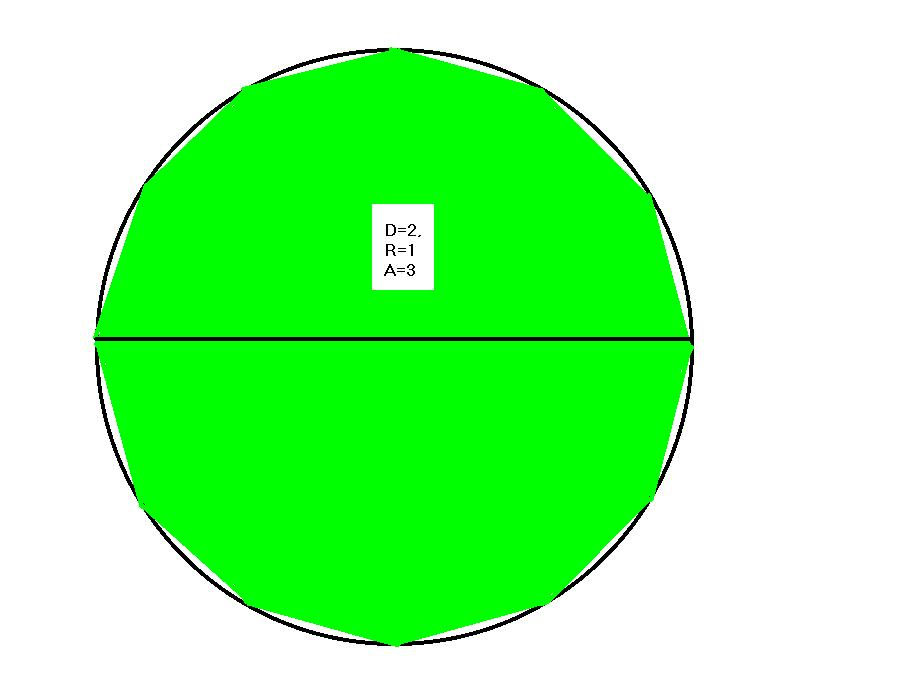

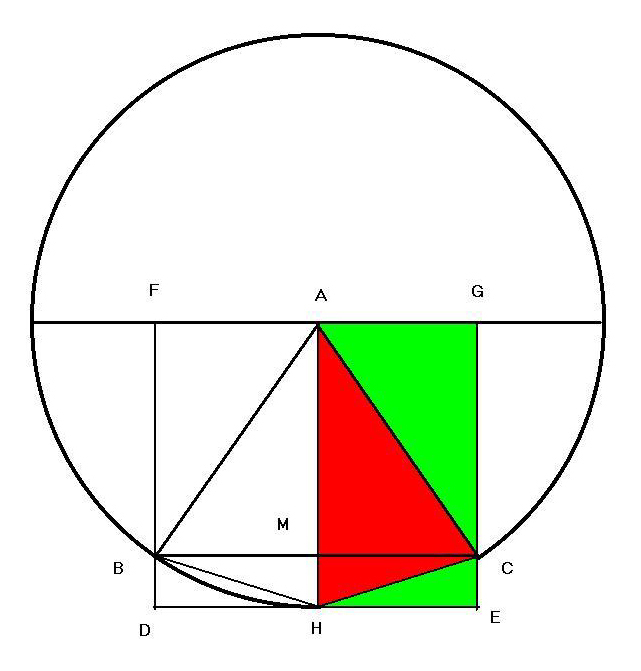
以六觚之一面乘半径，因而三之，得十二觚之幂

刘徽计算圆形内接正十二边形面积的公式：“以六觚之一面乘半径，因而三之，得十二觚之幂”。
如图 BC为内接正六边形的一边，HC为正十二边形的一边，圆的半径为AH。
刘徽公式： 以内接六边形一边BC 的长度 X 圆的半径AH  X 3=内接正十二边形面积。
如圆半径=1，则内接正十二边形面积=3
利用出入相补容易证明刘徽公式。
作长方形FGED， 其面积= BC x AH。
用三角形AHC补虚三角形AGC，又以三角形CMH补虚三角形CEH，得正方形AGEH，
正方形AGEH面积=两个三角形AHC面积。
因此长方形FGED面积=2X 正方形AGEH面积=4X三角形AHC面积。
内接正十二边形面积=12 X三角形AHC 面积 = 3 X 方形FGED面积 =3X  正六边形边长 X 半径。
推广为 圆内接2N 边形的面积 =  {\displaystyle {\frac {N}{2}}} x半径 x N边形一边的长度。
刘徽还计算出半径一尺圆形内接正96边形面积=313.9344方寸，内接正192边形面积=314.1024方寸

## 梯形立体体积

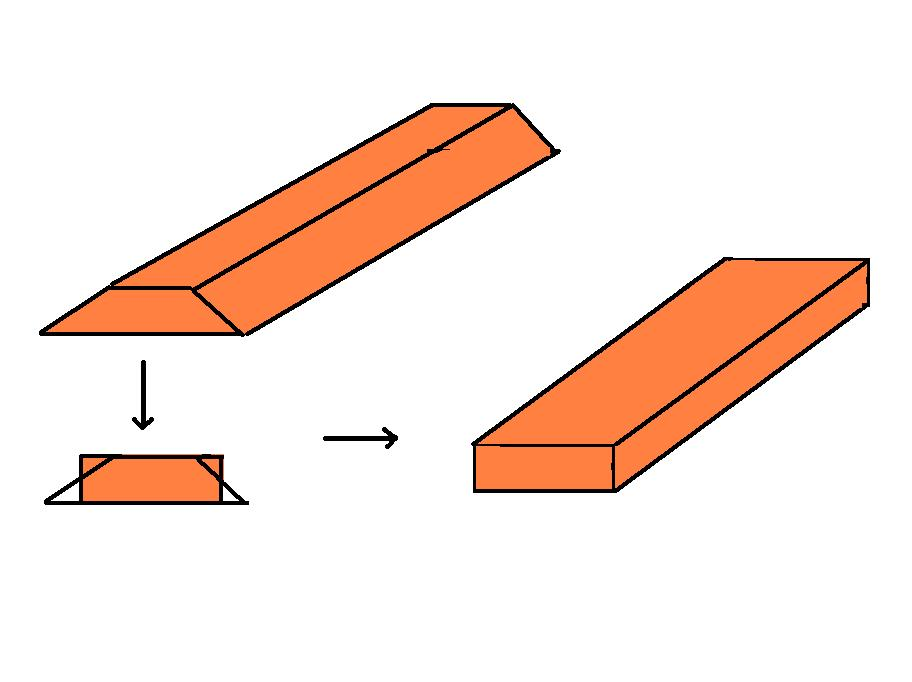
梯形堤体积

《九章算术》卷第五商功：“今有堤下广二丈，上广八尺，高四尺，袤一十二丈七尺。问：积几何？”
刘徽术文：“并上下广而半之者，以盈补虚，得中平之广，以高若深乘之，得一头之立幂，又以袤乘之，得立实之积。”